# Blocadă

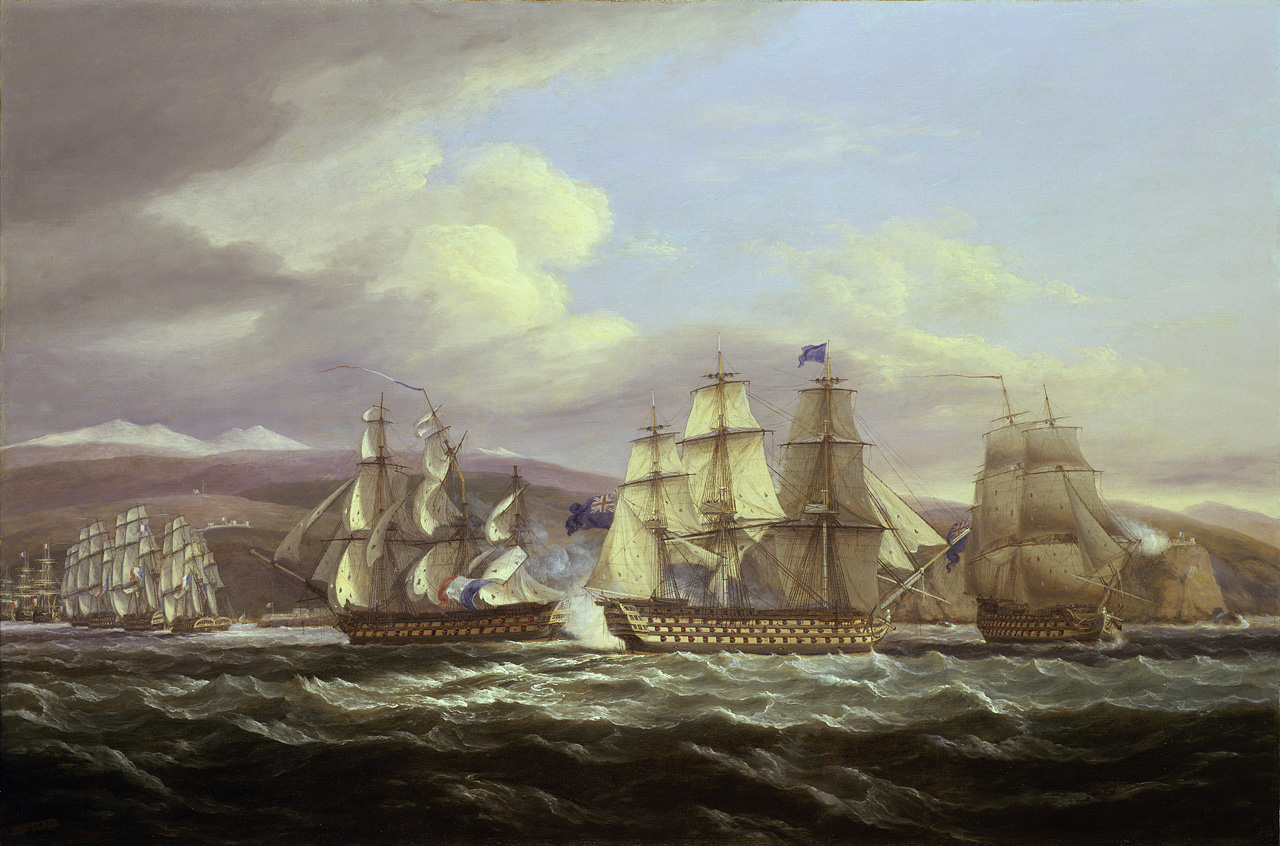
Blocada britanică din Toulon (1810-1814)

O blocadă este un efort susținut pentru a tăia aprovizionarea cu alimente, rechizite, material de război sau comunicare dintr-o anumită zonă prin forță, fie în parte sau în totalitate. O blocadă nu ar trebui să fie confundată cu un embargo sau cu sancțiuni, care sunt bariere legale în calea comerțului, și este diferită de un asediu. O blocadă este, de obicei, îndreptată împotriva unei întregi țări sau regiuni, mai degrabă decât contra unui oraș, așa cum este asediul. De asemenea, o blocadă poate avea loc și pe mare, când se încearcă să se taie rutele de transport maritim de la și către țara blocată.
Conform legii internaționale, dacă nu este autorizată de Consiliul de Securitate al Națiunilor Unite, o blocadă reprezintă un act de război.